# ピストル星
ピストル星 (Pistol star) は1990年代の初め、ハッブル宇宙望遠鏡で発見された、それまで観測された銀河系の恒星のうち、最も明るい超巨星（高光度青色変光星）である。銀河系の中心方向のいて座に位置にある、太陽系から2万5000光年ほどの離れた五つ子星団(Quintuplet cluster) の中にある。ピストルの形に似た星雲の中にあるためこの名称で呼ばれる。

## 太陽との比較
太陽の約160万倍の光度を持つ。半径は太陽の約300倍とされ、これは、ピストル星が太陽の位置にあるなら火星の軌道の近くまでの大きさである。また、誕生当時の質量は太陽の200倍以上、現在も太陽の27.5倍の質量を持つと考えられている。

## 特徴
外層を吹き飛ばす以前、ピストル星は太陽の200倍以上の質量を持っており、300万年ほど前に生まれたものと考えられる。周囲を囲む星雲は、4,000〜6,000年前に、中心星の外層が吹き飛ばされた10太陽質量ほどの物質によって作られたものと考えられている。質量が非常に巨大であるため物理的に不安定で、しばしば爆発を起こして質量放出を続け、周囲に星雲を形成している。現在は太陽が1年間に放射するのと同量のエネルギーをわずか6秒ほどで放っている。銀河の中心に近く、いて座の方向に地球から約2万5000光年の距離にあり、実際の光度が推定値通りであったならば、地球上では4等星ほどの明るさで見えるとされるが、銀河系の中心部分は多くの星や暗黒星雲などの星間物質が密集しているので、これらが妨げとなって地球上から目視することは不可能である。ハッブル宇宙望遠鏡の、星間物質の影響の小さい赤外線領域の観測によって発見された。
このような大質量星の寿命は短いので、100万年から300万年後の間に超新星になると考えられている。なお、観測史上最も明るい恒星の座は、2004年に発見されたLBV 1806-20に譲ることとなった。
改めて観測した結果により、ピストル星の明るさを下方修正する意見もあり、 中には太陽の200万倍以下という説もある。